# アンダーズ・ホーム
アンダーズ・ホーム（Anders Holm, 1981年5月29日‐）は、アメリカの作家、コメディアン、俳優、プロデューサー。

## 生い立ち
アンダーズ・ホームは、エバンストン (イリノイ州)出身。

Evanston Township High Schoolを卒業。

2003年、ウィスコンシン大学マディソン校を卒業し、歴史学の学士号を取得。 
大学では水泳チームに所属していた。

卒業後、脚本家を目指しロサンゼルスにあるSecond City Conservatoryでトレーニングを受ける。

## キャリア
コメディドラマ、ワーカーホリックスで共同クリエイターのブレイク・アンダーソン、アダム・ディヴァイン、カイル・ニューアチェックと共にコメディグループ「Mail Order Comedy」を結成。

ドラマ『ザ・ミンディ・プロジェクト』でDr. ミンディ・ラヒニの婚約者を演じた。

また、テレビシリーズ『モダン・ファミリー』の第4シーズンに出演。
『アレステッド・ディベロプメント (テレビドラマ) 』の第4シーズンにおいて、最初のエピソードではワーカーホリックスの俳優仲間アンダーソン、ディヴァイン、Erik Griffinとゲスト出演。
 
彼はワーカーホリックスの仕事以前に、『リアル・タイム・ウィズ・ビル・マー』のプロダクションとヘッドライターのアシスタントを務めていた。
2014年、クリス・ロック監督のコメディ映画『トップ・ファイブ』ではブラッド役で出演。

2016年には、コメディ映画『ワタシが私を見つけるまで』に出演した。

2016年6月、ディヴァイン、アンダーソン、ホーム、ニューアチェックがNetflix映画『ゲームオーバー！』でセス・ローゲンをプロデューサーとして取り組んでいることが発表され、2018年3月23日にNetflixでリリースされた。

## 私生活
2011年9月、大学時代からの恋人であるエマ・ネスパーと結婚。

2013年12月19日に第一子である男の子が誕生。

## 主な出演作品

### 映画
| 年   | タイトル                                   | 役名                | 備考                 |
| ---- | ------------------------------------------ | ------------------- | -------------------- |
| 2014 | ネイバーズ                                 | Beer Pong Guy #3    | カメオ出演           |
| 2014 | トップ・ファイブ Top Five                  | ブラッド            |                      |
| 2014 | インヒアレント・ヴァイス                   | LAPD Officer #2     |                      |
| 2014 | ザ・インタビュー The Interview             | ジェイク            |                      |
| 2015 | アンエクスペクテッド                       | John                |                      |
| 2015 | マイ・インターン The Intern                | マット              |                      |
| 2016 | ワタシが私を見つけるまで How to Be Single  | トム                |                      |
| 2016 | ソーセージ・パーティー Sausage Party       | トロイ (声の出演)   |                      |
| 2017 | KUSO                                       | Teacher             |                      |
| 2017 | A Happening of Monumental Proportions      | Christian McRow     |                      |
| 2018 | ゲームオーバー!                            | Darren              | 脚本、プロデューサー |
| 2018 | Show Dogs                                  | Pigeon 1 (声の出演) |                      |
| 2018 | パッケージ: オレたちの"珍"騒動 The Package | -                   | プロデューサー       |

### テレビシリーズ
| 年        | タイトル                                                           | 役名                            | 備考                                                                 |
| --------- | ------------------------------------------------------------------ | ------------------------------- | -------------------------------------------------------------------- |
| 2006-2008 | Crossbows & Mustaches                                              | Bruce Romaine                   | 10 エピソード 出演共同制作者、ライター、エグゼクティブプロデューサー |
| 2008      | 420 Special: Attack of the Show! from Jamaica                      | Limahl Spellswell               | テレビ映画                                                           |
| 2008      | The Dude's House                                                   | Anders                          | 3 エピソード                                                         |
| 2008      | 5th Year                                                           | Anders                          | 5 エピソード                                                         |
| 2011      | トラフィックライト                                                 | Howard                          | エピソード: "Stealth Bomber"                                         |
| 2011-2017 | Workaholics                                                        | Anders Holmvik                  | 出演共同制作者、ライター、エグゼクティブプロデューサー               |
| 2012      | Key & Peele                                                        | White Guy in Negraph Commercial | エピソード: "The Branding"                                           |
| 2013      | モダン・ファミリー Modern Family                                   | ザック                          | エピソード: "Flip Flop"                                              |
| 2013-2017 | The Mindy Project                                                  | Casey Peerson                   | 12 エピソード                                                        |
| 2013      | アレステッド・ディベロプメント (テレビドラマ) Arrested Development | Supervisor Spoon                | エピソード: "Flight of the Phoenix"                                  |
| 2013      | High School USA!                                                   | Garret Philanders (声の出演)    | エピソード: "Heroes"                                                 |
| 2014      | アメリカン・ダッド American Dad!                                   | エリック (声の出演)             | エピソード: "Scents and Sensei-bility"                               |
| 2015      | ヘルズ・キッチン～地獄の厨房 Hell's Kitchen                        | Himself                         | エピソード: "17 Chefs Compete"                                       |
| 2015      | ブルックリン・ナイン-ナイン                                        | Soren                           | エピソード: "The Swedes"                                             |
| 2016      | Teenage Mutant Ninja Turtles: Don vs. Raph                         | Leonardo (声の出演)             | Short                                                                |
| 2018      | Champions                                                          | Vince                           | Regular                                                              |
| 2018      | Happy Together                                                     | Antoine                         | エピソード: "Let's Work It Out"                                      |
| 2023-2024 | モナーク: レガシー・オブ・モンスターズ Monarch: Legacy of Monsters | ビル・ランダ                    |                                                                      |